# 24218 Linfrederick
24218 Linfrederick là một tiểu hành tinh vành đai chính với chu kỳ quỹ đạo là 1288.6097458 ngày (3.53 năm).
Nó được phát hiện ngày 7 tháng 12 năm 1999 bởi Nhóm nghiên cứu tiểu hành tinh gần Trái Đất phòng thí nghiệm Lincoln ở Socorro. Nó được đặt theo tên Linda Frederick, giáo viên trường trung học Freedom ở Bethlehem, Pennsylvania giám khảo vòng chung kết ở cuộc thi tìm kiếm tài năng khoa học năm 2008.